# Ерін Борис Володимирович
Бори́с Володи́мирович Е́рін (* 5 квітня 1921, Москва — † 22 лютого 2008, Москва) — російський та український режисер, 1984 — заслужений діяч мистецтв УРСР.

## З життєпису
1948 року закінчив Театральне училище ім. М. Щепкіна при Малому театрі, 1953 — Державний інститут театрального мистецтва ім. А. В. Луначарського (курс Миколи Горчакова).
Серед інших, працював у театрах Москви, Мінська, Вітебська, в 1972—1975 роках — головний режисер, з 1984 — режисер Київського російського драматичного театру ім. Лесі Українки.
Зрежисував такі вистави:
- в театрі ім. Янки Купали
  - «Поминальна молитва» Шолом-Алейхема,
  - «Лисиця та виноград» Гільєрме Фігейреду, 1957,
  - «Всіми забутий» Н. Хікмета, 1958,
  - «Лявоніха на орбіті» Андрія Макайонка, 1961,
  - «Четвертий» Костянтина Симонова, 1962,
  - «Палата» С. Й. Альошина, 1963,
  - «Дивак» Н. Хікмета, 1964,
  - «В заметіль» Л. М. Леонова, 1965,
  - «На дні» М. Горького, 1968,
  - «Гра з кішкою» І. Еркеня, 1976,
- в театрі ім. Я. Коласа
  - «Ревізор» М. Гоголя,
  - «Весілля Кречинського» О. В. Сухово-Кобиліна, 1981,
  - «Острів Єлени» Є. Шабана, 1982,
- «Філумена Мартурано» Едуардо де Філіппо, 1983,
- в ЦАТРА
  - «Безприданиця» О. Островського,
  - «Яків Богомолов» М. Горького,
  - «А зорі тут тихі» по повісті Б. Л. Васильєва, 1971,
- театрі ім. Комісаржевської
  - «Завірюха» Л. М. Леонова,
- в Мінському театрі юного глядача
  - «Синій сніг» Є. Шабана, 1975,
  - «Дванадцята ніч» Шекспіра, 1976,
  - «Нахальонок» М. Шолохова, 1980,
- у київському російському театрі
- «Влада темряви» Л. Толстого,
- «Генерал Ватутін» Л. Дмитерка,
- «Є така партія!» І. Рачади.

Режисував фільм «Поєдинок», 1984.
Похований на Троєкурівському цвинтарі.